# 고의 사구

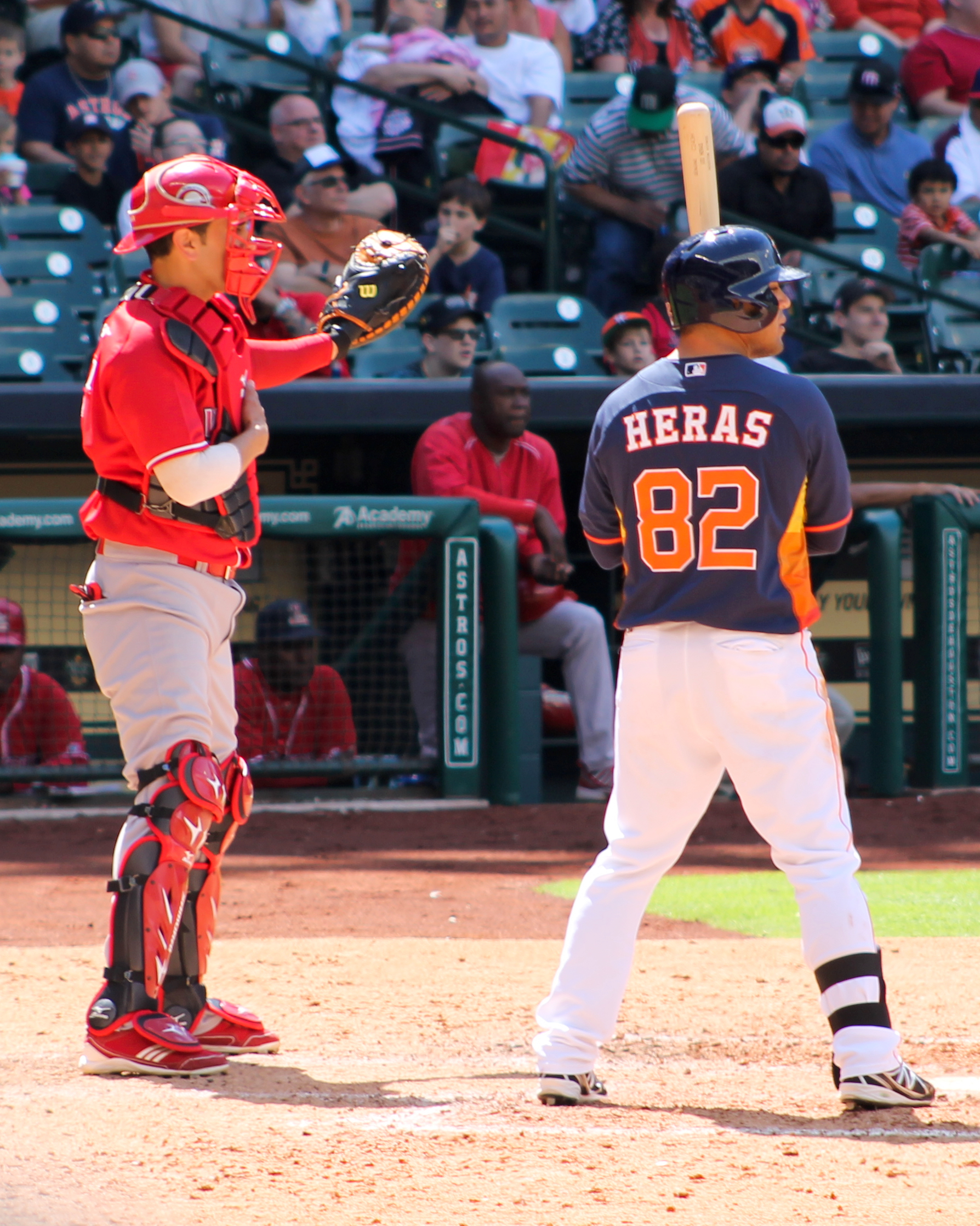

고의 사구(故意四球)는 투수가 유리한 승부를 위해서 타자를 볼넷으로 걸러 1루로 진루시키는 것이다. 이때, 투수는 포수를 일어나게 하여 타자가 칠 수 없게 한다. 볼넷과 같지만 기록표에는 "고의 사구"라고 다르게 기록된다. 시즌이 끝나면 강타자를 알아보는 지표로 사용되기도 한다. 주로 그 다음 타자에게 병살타를 유도하기 위해서 쓰거나, 컨디션이 매우 좋아 타격감이 좋은 타자를 피하기 위해서 사용하는 작전이다.

## 자동 고의 사구
수비하는 팀의 덕아웃에서 고의 사구 콜을 보내면 투수의 투구 없이 타자가 바로 볼넷을 얻은 것으로 간주하여 1루로 출루하는 규칙이다. 이 때 기록지에는 고의 사구에 의한 출루로 기록된다. 메이저 리그 베이스볼에서는 2017년 도입하였으며, KBO 리그에서도 2018년 도입하였다.